# Чинголі
Чинголі, Чинґолі (італ. Cingoli) — муніципалітет в Італії, у регіоні Марке,  провінція Мачерата.
Чинголі розташоване на відстані близько 175 км на північ від Рима, 37 км на південний захід від Анкони, 21 км на захід від Мачерати.
Населення — 10 434 особи (2014).

Щорічний фестиваль відбувається 4° неділі липня. Покровитель — Sant'Esuperanzio.

## Демографія
Населення за роками:

Станом на 1 січня 2023 року в муніципалітеті офіційно проживали 793 іноземці з 47 країн, серед них 290 громадян країн Євросоюзу та 28 громадян України.

## Сусідні муніципалітети
- Апіро
- Аппіньяно
- Філоттрано
- Єзі
- Сан-Северино-Марке
- Стаффоло
- Трея

## Міста-побратими
- Апрілія, Італія (2004)